# ديفين ويليامز
ديفين ويليامز (بالإنجليزية: Devin Williams)‏ مواليد 31 مايو 1994، هو لاعب كرة سلة أمريكي. بدأ مسيرته الاحترافية في سنة 2016. يلعب مع غرينزبورو سوورم في دوري الرابطة الوطنية لفئة التطوير. يحمل الرقم 30. يبلغ طوله 6 قدم 9 بوصة (2.1 م). لعب مع ملبورن يونايتد في الدوري الأسترالي لكرة السلة.

## روابط خارجية
- ديفين ويليامز على موقع الدوري الأوروبي لكرة السلة (الإنجليزية)
- ديفين ويليامز على موقع سبورتس رفرنس (الإنجليزية)
- ديفين ويليامز على موقع كرة السلة الأوروبية.كوم (الإنجليزية)
- ديفين ويليامز على موقع كلية كرة السلة في سبورتس رفرنس.كوم (الإنجليزية)
- ديفين ويليامز على موقع ريلجم (الإنجليزية)
- ديفين ويليامز على موقع بروبوليرز (الإنجليزية)
- ديفين ويليامز على موقع سبورتس رفرنس (الإنجليزية)
- ديفين ويليامز على موقع سبورتس رفرنس (الإنجليزية)